# Jardin Turc

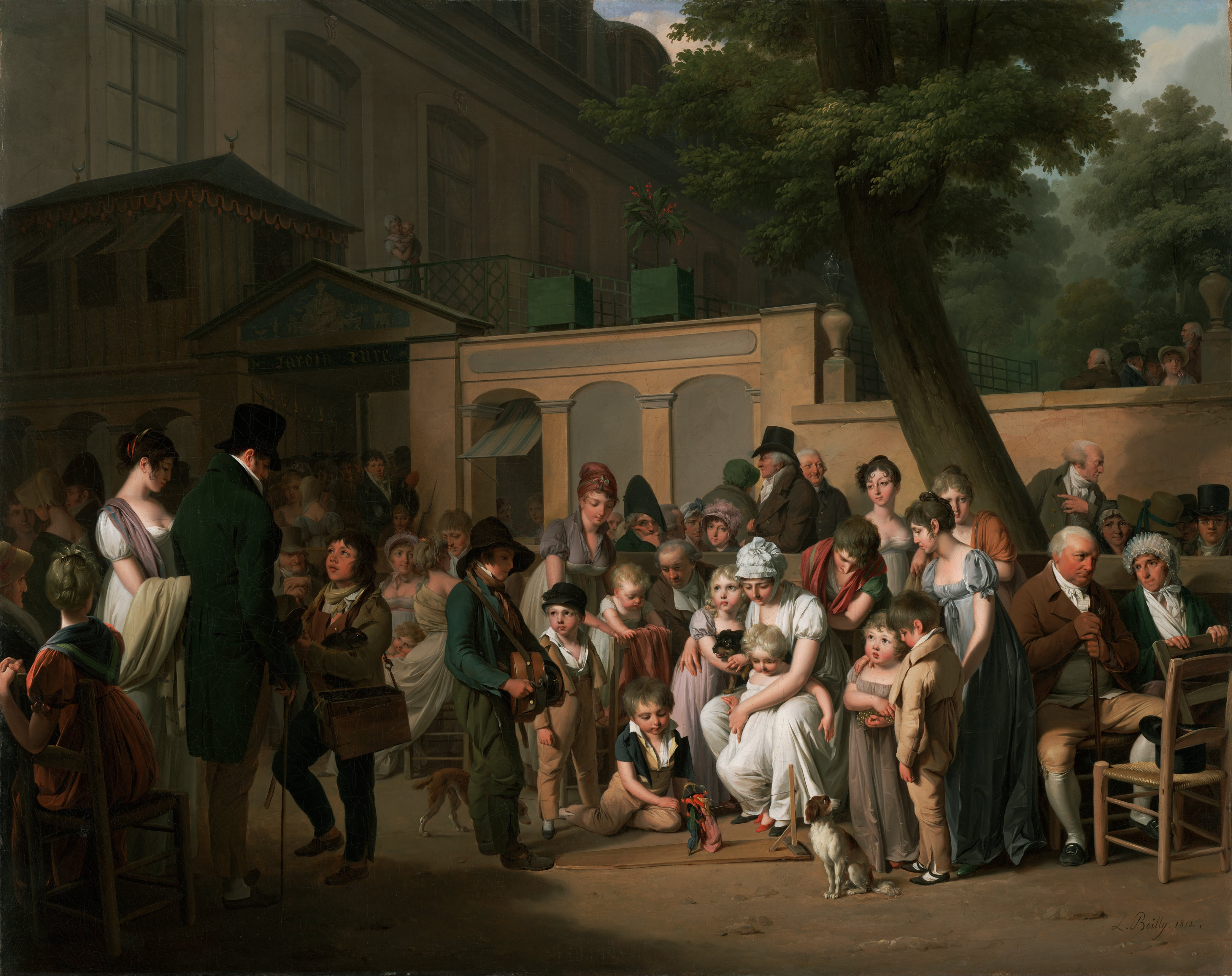
L'entree du Jardin Turc par Louis-Léopold Boilly.

Le Jardin Turc était un célèbre café et jardin situé sur le boulevard du Temple, à Paris.
Rendez-vous populaire dans le quartier du Marais depuis l'époque du Premier Empire puis tout au long du XIXe siècle.
De quatre heures de l'après-midi à onze heures du soir, il était possible de profiter de son décor exotique avec des kiosques de verre coloré, des lanternes suspendues et un pont chinois, exprimant un engouement fantaisiste récurrent des turqueries.